# Dinemagonum gayanum
Dinemagonum gayanum är en tvåhjärtbladig växtart som beskrevs av Adrien Henri Laurent de Jussieu. Dinemagonum gayanum ingår i släktet Dinemagonum och familjen Malpighiaceae. Inga underarter finns listade i Catalogue of Life.